# Pinus merkusii
Espèce
Synonymes
- Pinus finlaysoniana Wall. ex Blume[2]
- Pinus merkusii subsp. ustulata Businský[2]
- Pinus sumatrana Mirb.[2]

Statut de conservation UICN

 VU B2ab(ii,iii,v) : Vulnérable
Pinus merkusii, communément appelé Pin de Sumatra, est une espèce de pins qui se rencontre en Asie du Sud-Est. On le trouve principalement dans les montagnes du Nord de Sumatra, sur les montagnes Kerinci et Talang dans le centre de Sumatra, et aux Philippines.

## Distribution
Dans le centre de Sumatra, entre les latitudes 1°40' et 2°06' S, il s'agit des seuls pins au sud de l'équateur. On le trouve le plus souvent aux altitudes modérées, principalement entre 400 et 1 500 m, mais parfois à partir de 90 m et jusqu'à 2 000 m.

## Description
L'arbre atteint 25 à 45 m de hauteur, avec un tronc d'un diamètre d'un mètre maximum.
Le Pin de Sumatra est proche de Pinus latteri, qui est également présent en Asie mais plus au nord, de la Birmanie au Viêt Nam.

## Usages
Autrefois, dans le royaume du Siam, pour s'éclairer la nuit, c'est-à-dire de 6 heures du soir jusqu'à 6 heures du matin, on utilisait des éclats de bois du conifère pinus merkusii, arbre commun dans la chaîne du Tenasserim, pour fabriquer des torches ; on utilisait aussi des lampes à huile de dipterocarpaceae et parfois des chandelles à la cire d'abeille.

## Liste des variétés et sous-espèces
Selon Tropicos (12 septembre 2020) :
- sous-espèce Pinus merkusii subsp. latteri (Mason) D.Z. Li
- variété Pinus merkusii var. latteri (Mason) Silba
- variété Pinus merkusii var. tonkinensis (A. Chev.) Gaussen ex Bui